# Georg von Platen-Hallermund
Georg Graf von Platen-Hallermund (* 7. November 1858 auf Friederikenhof bei Wangels, Herzogtum Holstein; † 9. Dezember 1927 auf Gut Kaden, Provinz Schleswig-Holstein) war ein deutscher Rittergutsbesitzer.

## Leben
Seine Eltern waren Elise von Warnstedt und der Kadener Gutsbesitzer Georg Adolf Hans August Graf von Platen-Hallermund. Georg studierte an der Universität Leipzig. 1879 wurde er Mitglied des Corps Misnia Leipzig. Er wurde Besitzer von Gut Kaden bei Alveslohe und Klosterprobst des Klosters Preetz. Von 1916 bis 1918 war er Mitglied des Preußischen Herrenhauses. Georg von Platen-Hallermund-Kaden war Kommendator des Johanniterordens.
Georg von Platen-Hallermund heiratete 1887 in Espe Rosalie Gräfin Moltke-Espe. Das Ehepaar hatte die Töchter Agnes und Marie-Louise und die Söhne George, Gustav, Hans und Christian-Gottlob. Gut Kaden wurde im Majorat vererbt, an Graf George von Platen-Hallermund und seine Familie mit Gabriele von Bülow, dann wiederum an dessen Sohn Graf Georg, 1927 in Kaden geboren.